# Rivière Vaseuse
Pour les articles homonymes, voir Vase.
La rivière Vaseuse est un cours d'eau douce traversant le canton de jetté, dans le territoire non organisé de Rivière-Vaseuse, dans la municipalité régionale de comté (MRC) de La Matapédia, dans la région administrative du Bas-Saint-Laurent, au Québec, au Canada.
La rivière Vaseuse prend sa source en zone forestière et montagneuse à 418 m d'altitude. La rivière coule généralement vers l'est et le Sud-Est surtout en zone forestière dans le canton de Jetté. Cette rivière de la vallée de la Matapédia se déverse dans un coude de rivière sur la rive nord de la rivière Milnikek, dans le territoire non organisé de Rivière-Vaseuse.
La rivière Milnikek coule vers l'est, puis le Sud-Est, pour se déverser à Routhierville, sur la rive ouest de la rivière Matapédia laquelle coule à son tour vers le sud jusqu'à la rive nord de la rivière Ristigouche. Cette dernière coule vers l'est, jusqu'à la rive ouest de la baie des Chaleurs laquelle s'ouvre vers l'est sur le Golfe du Saint-Laurent.

## Géographie
La source de la rivière Vaseuse est située à :
- 7,0 km à l'est du lac Supérieur ;
- 2,4 km à l'est de la limite du territoire de la Seigneurie du Lac-Mitis ;
- 8,3 km au sud du centre du village de Saint-Léon-du-Lac-Humqui ;
- 10,2 km au nord-ouest de la confluence de la rivière Vaseuse ;
- 60,0 km au sud-est du littoral du golfe du Saint-Laurent.

À partir de sa source, le cours de la rivière Vaseuse descend sur 12,3 km selon les segments suivants :
- 4,3 km vers l'est dans le canton de Jetté, jusqu'à une petite zone de marais ;
- 1,0 km vers le sud-est, jusqu'à un ruisseau (venant du sud) ;
- 2,2 km vers le sud-est, jusqu'à un ruisseau (venant du sud-ouest) ;
- 4,8 km vers le sud-est, en coupant une route forestière en fin de segment, jusqu'à la confluence de la rivière[3].

La rivière Vaseuse se déverse dans un coude de rivière sur la rive nord de la rivière Milnikek. Cette confluence est située à :
- 4,7 km au nord du canton de Roncevaux ;
- 23,6 km au nord-ouest de la confluence de la rivière Milnikek ;
- 5,0 km à l'ouest de la limite du canton de Matalik.

## Toponymie
Le toponyme « rivière Vaseuse » a été officialisé le 5 décembre 1968 à la Commission de toponymie du Québec.